# Прапор Тонгерена
Прапор Тонгерена, який вже неофіційно використовувався до муніципальної реформи, був офіційно прийнятий муніципальною радою 22 березня 1990 року як муніципальний прапор бельгійського муніципалітету Тонгерен в провінції Лімбург. 18 грудня 1990 року він був підтверджений урядом Фландрії та остаточно опублікований 25 вересня 1991 року в офіційному бельгійському державному віснику.

Офіційно прапор описується так: 
Дві однаково довгі смуги синього та білого кольорів, у верхній лівій частині зображений білий лебідь, що плаває, з жовтою короною на шиї.
Кольори прапора і лебедя походять від міського герба.

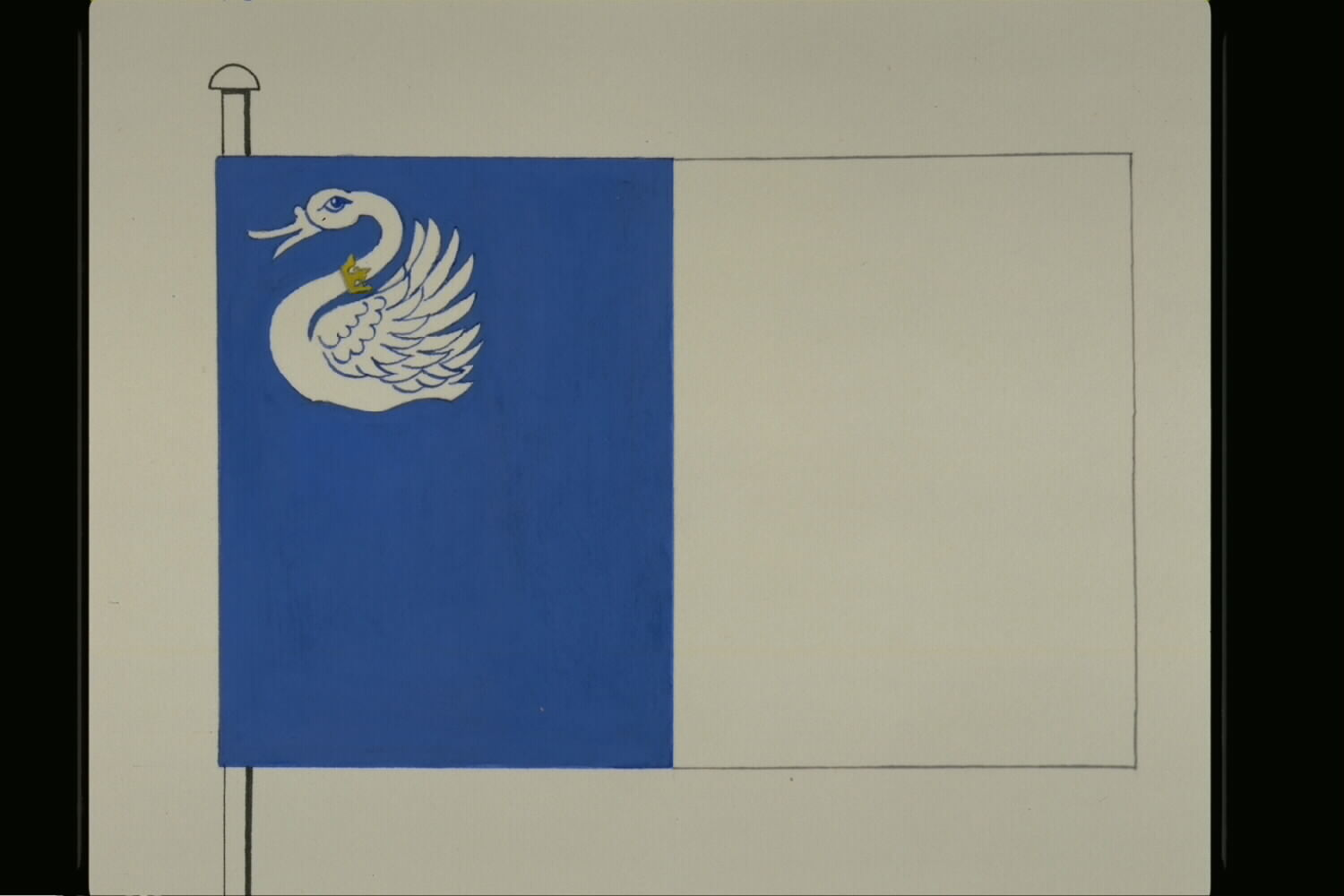
Офіційний малюнок прапора
Герб Тонгерена